# Orpheus (brano musicale)
Orpheus è un singolo del compositore italiano Fabio Mengozzi, pubblicato il 5 luglio 2022.

## Descrizione
Si tratta di un singolo di musica elettronica che ripercorre la vicenda del mito di Orfeo attraverso un'atmosfera davvero impressionante ed estremamente suggestiva.
In occasione dell'uscita di “Orpheus” il compositore ha raccontato a La Stampa l'intento che sta alla base della propria concezione dello sfruttamento della tecnologia in ambito musicale e di cui questo brano è esempio: